# Maximilian Reichsfreiherr von Edelsheim
Maximilian von Edelsheim, nemški general, * 6. julij 1897, † 26. april 1994.